# Мария Соле Анели
Мария Соле Анели Кампело дела Спина (на италиански: Maria Sole Agnelli Campello della Spina) е италианска спортна мениджърка и политик, кметица на Кампело сул Клитуно (1960 – 1970), основнa акционерка в Gianni Agnelli & Co.

## Биография
Графиня Мария Соле Анели е дъщеря на Едоардо Анели (1892 – 1935), италиански предприемач и спортен мениджър, и на съпругата му Вирджиния Бурбон дел Монте, италианска аристократка. Има двама братя и четири сестри: Клара, Сузана, Джани, Джорджо, Кристиана и Умберто. Тя е внучка на Джовани Анели, основател на италианския производител на автомобили Фиат.
В първия си брак се жени за граф Раниери ди Кампело дела Спина (1908 – 1959), граф на Кампело сул Клитуно, от когото има три дъщери и един син: Вирджиния (1954), Арджента (1955), Синтия (1956) и Бернардино (1958). Така поставя началото на линията Кампело. След като овдовява, се омъжва за втори път за граф Пио Теодорани Фабри (1924 – 2022), свързан с Бенито Мусолини (племенницата на Мусолини е съпруга на братовчед му), от когото има един син – Едоардо (1965).
Избрана е за кметица на Кампело сул Клитуно през 1960 г. – позиция, която държи до 1970 г. Съобщава се, че е спечелила, без да присъства на предизборни митинги, като е получила 850 гласа от група от 1200 избиратели. Синът на починалия й съпруг, Роверо, следва нейните стъпки, като е кмет на Кампело сул Клитуно между 1987 и 1990 г.
Ръководи важна конюшня с коне: един от нейните чистокръвни коне, Удланд, язден от Алесандро Аргентън, печели сребърния медал на Летните олимпийски игри в Мюнхен през 1972 г.
Тя е вторият по големина акционер в Gianni Agnelli & Co., който притежава по-голямата част от Exor и Фиат Крайслер Отомобайлс; тя притежава около 12% от акциите на компанията. Тя е президент на Фондация „Джани Анели“, която напуска, за да може ролята да бъде поета от внука й Джон Елкан.